# 2010年 (映画)
『2010年』（にせんじゅうねん、原題: 2010: The Year We Make Contact）は、1984年制作のアメリカ合衆国のSF映画。スタンリー・キューブリックの『2001年宇宙の旅』の続編 にあたる。原作はアーサー・C・クラークの『2010年宇宙の旅』。

## ストーリー
2001年、アメリカ合衆国の木星探査船ディスカバリー号クルーらによる木星に浮かぶ未知の物体の調査前にセントラル・コンピュータHAL 9000が機能不全を起こし、クルー4名を排除。唯一の生存者だったデビッド・ボーマン船長は木星の衛星軌道上で巨大モノリス<Big Brother>に接触するが、謎めいたメッセージを残して行方不明となり調査は失敗に終わる。
9年後、ボーマンの上司であり、月面のティコクレーターで発見されたモノリス（TMA-1）の調査を行ったアメリカ合衆国宇宙評議会のヘイウッド・フロイド博士は失敗の責任を負って評議会を去り、ハワイ大学の学長となっていた。アメリカとソ連は中米ホンジュラスを巡りキューバ危機を彷彿とさせる危機に突き進む 傍らで、ソ連の宇宙船アレクセイ・レオーノフ号によるHAL 9000の故障の原因を突き止めるための米ソの合同調査の準備が整った。フロイド博士はHAL 9000の開発者R. チャンドラ博士、ディスカバリー号の設計者ウォルター・カーナウ博士等と共にレオーノフ号で木星に向かう。
木星の衛星エウロパに到着したレオーノフ号は無人探査機により地表の探査を行い、生命の兆候であるクロロフィルを発見したが、謎の電磁波放射によって妨害される。フロイド博士はこの電磁波を生命体による警告ではないかと疑う。
レオーノフ号は木星の上層大気を利用したエアロキャプチャーの後、衛星イオの上空に滞空する無傷のディスカバリー号を発見。チャンドラ博士とカーナウ博士が乗り込み、船とHAL 9000を再起動させる。更にディスカバリー号の近くには9年前にボーマンが接触した巨大なモノリスが浮遊していた。フロイド博士の反対を押し切ってソ連側は作業ポッドで再び人的接触を試みるが、突如として放射された電磁波によって乗り込んでいたブライロフスキー共々消滅させられてしまう。電磁波の正体はモノリスとの接触で実体を持たないエネルギー生命体となったボーマンであり、地球まで到達したボーマンは人間だった時の大切な人々を訪ねる。
故障の原因について、最初の指令が出された時には科学者チームは秘密を知らされていた。HALには秘密のはずだったが、2001年1月30日付ホワイトハウスのNSCの秘密メモ342号でモノリスのことを知らされており、チームが冬眠中に矛盾する二つのことで板挟みになり、“メビウスの帯”になっていた。役人たちがHALに嘘を言わせるようにしたのが原因で、ダグラス・ホフスタッターループによるフリップフロップ状態に陥っていた（詳細は自己言及のパラドックスを参照のこと）。
その直後に、緊張状態にあったアメリカとソ連が遂に実質的な戦争状態に突入。この事態を受けて、アメリカ側の乗組員はディスカバリー号に乗り移る事を余儀なくされる。困惑するフロイド博士の前にボーマンが実体となって現れ、「2日以内に木星から立ち去れ」と警告する。フロイド博士は理由を問うがボーマンは「素晴らしいことが起こる」とだけ告げて消える。フロイド博士は再びレオーノフ号に移り、他の乗組員を説得するのに苦心するが、その中途で浮遊していたモノリスが突然姿を消し、代わりに木星に巨大な黒点が出現。着々と巨大化し続ける黒点を分析すると、その正体は無数のモノリスであった。異常に気づいた乗組員達はディスカバリー号をブースターとして使用し、予定より早く木星圏を脱出する計画を立てる。しかし、それはディスカバリー号…つまり、HAL 9000にとって「自身を遺棄せよ」という事であった。この命令で、HAL 9000が再びストレスにより故障するのではないかと乗組員達は恐れるが、チャンドラ博士の全てを打ち明けた説得でHAL 9000は命令に従う。HAL 9000は事態の真実を語ってくれたチャンドラ博士に感謝の意を示す。
計画が成功し、レオーノフ号が木星から遠ざかる中、取り残されたHAL 9000はボーマンと再会。ボーマンはHAL 9000に地球へメッセージを送るように促す。
これらの世界は全てあなた方のもの

ただしエウロパは除く

エウロパへの着陸を試みてはならない

全ての世界を皆で利用するのだ

平和のうちに利用するのだ
やがて、指数関数的に分裂・増殖したモノリスの侵食により質量が増大した木星は恒星「ルシファー」として輝き始める。そのエネルギーによってディスカバリー号は破壊されてしまうが、HAL 9000はモノリスによって導かれ、ボーマンと共にその一部となった。新たな恒星「ルシファー」の奇跡的な出現とメッセージによって、米ソは第三次世界大戦を回避して平和的な解決へ導かれる。夜の無くなった地球に平穏の時が訪れた。
ルシファーの光と熱を受けるようになったエウロパには生命が栄え始め、数千年後には湿地帯が出現し、ジャングルが生い茂っていた。その中に一体のモノリスが、やがて現れるであろう知的生命体との接触を待つために佇んでいるのであった。

## 製作
1982年に原作者のクラークが前作『2001年宇宙の旅』の監督スタンリー・キューブリックに電話で「『2010年宇宙の旅』をあなたの仕事で映画化することを私は止めないし気にしない」と冗談めかして語った。その直後にMGMが『2010年』の映画化権を獲得したが、キューブリックはプロジェクトに関心を持たなかった。しかし、興味を示したピーター・ハイアムズはクラークとキューブリックの両方に連絡をとった。キューブリックはハイアムズに「恐れてはいけない。自分の映画を撮れ」と語った。1983年にハイアムズはクラークと連絡を取りながら脚本を完成させた。
クラークはハイアムズとの電子メールのやりとりを含む『オデッセイ・ファイル―アーサー・C・クラークのパソコン通信のすすめ』を1984年に出版した（原題は The Odyssey File: The Making of 2010）。当時最先端の通信手段だった電子メールを使って、別々の大陸に住んでいたクラークとハイアムズが毎日のようにやり取りして映画の計画や製作について話し合った経緯が綴られている。

## キャスト
| 役名                       | 俳優                         | 日本語吹替                                                   | 日本語吹替                          |
| 役名                       | 俳優                         | テレビ朝日版                                                 | TBS版                               |
| -------------------------- | ---------------------------- | ------------------------------------------------------------ | ----------------------------------- |
| ヘイウッド・フロイド博士   | ロイ・シャイダー             | 羽佐間道夫                                                   | 家弓家正                            |
| ウォルター・カーナウ博士   | ジョン・リスゴー             | 千田光男                                                     | 秋元羊介                            |
| ターニャ・カーバック船長   | ヘレン・ミレン               | 弥永和子                                                     | 駒塚由衣                            |
| R. チャンドラ博士          | ボブ・バラバン               | 富山敬                                                       | 富山敬                              |
| デビッド・ボーマン船長     | キア・デュリア               | 堀勝之祐                                                     | 納谷六朗                            |
| HAL9000声                  | ダグラス・レイン             | 金内吉男                                                     | 野田圭一                            |
| ワシリー・オルロフ博士     | オレグ・ラドニック           | 谷口節                                                       | 野島昭生                            |
| マキシム・ブライロフスキー | エリヤ・バスキン             | 玄田哲章                                                     | 仲木隆司                            |
| ヴィクター・ミルソン       | ジェームズ・マクイーチン     | 坂口芳貞                                                     | 藤本譲                              |
| キャロライン・フロイド     | マドリン・スミス＝オズボーン | 高島雅羅                                                     | さとうあい                          |
| その他                     | N/A                          | 藤城裕士 大滝進矢 納谷六朗 深見梨加 藤本譲 山田栄子 横尾まり | 村松康雄 小島敏彦                   |
| 日本語版制作スタッフ       |                              |                                                              |                                     |
| 演出                       | 演出                         | 山田悦司                                                     | 壺井正                              |
| 翻訳                       | 翻訳                         | 宇津木道子                                                   | 高間敏子                            |
| 調整                       | 調整                         | 金谷和美                                                     |                                     |
| 効果                       | 効果                         | 猪飼和彦                                                     |                                     |
| プロデューサー             | プロデューサー               | 圓井一夫                                                     | 上田正人                            |
| 制作                       | 制作                         | 千代田プロダクション                                         | グロービジョン                      |
| 初回放送                   | 初回放送                     | 1988年11月13日 『日曜洋画劇場』 ※BD収録                      | 1990年11月28日 『水曜ロードショー』 |

### カメオ出演
ホワイトハウス前の公園のシーンで、ベンチに座っている男性という役でクラークがカメオ出演している。スタンダード・サイズに編集された版では画面外になってしまって見ることができない。また、看護師が読んでいるシーンで使われる雑誌『タイム』の表紙には、アメリカ大統領としてクラークが、ソ連書記長としてキューブリックが、それぞれ描かれている。

## スタッフ
- 原作：アーサー・C・クラーク
- 監督・製作・脚本・撮影：ピーター・ハイアムズ
- SFXスーパーバイザー：リチャード・エドランド
- SFX　ボス・フィルム・コーポレーション（BFC）
- 音楽：デイヴィッド・シャイア
- 美術：アルバート・ブレナー
- 編集：ジェームズ・ミッチェル
- ビジュアル・フューチャリスト：シド・ミード
- 日本語字幕 - 戸田奈津子[4]

## 豆知識
- フロイド博士がApple ComputerのMacintosh、Apple IIcを浜辺で使用するシーンがあり、アップルコンピュータによる映画におけるプロダクト・プレースメント（商品を映画作品などに登場させることで商品を認知させ、商品ブランドを構築する広告手法）の初期の例とされる。ただしこの製品は映画と同じ1984年発売であり、進歩の早いコンピュータ製品で作中の年代まで実用的に使われている可能性があるかどうかは公開当時から疑問視された。
- ソビエト連邦が存続していることを前提にした上に米ソ冷戦が続いているという設定で作られたストーリーのため、現実の歴史は異なる展開となった。1991年にソ連は崩壊。フロイド博士が海辺で雑誌『オムニ』を読むシーンがあるが、実際の書籍版の『オムニ』は1996年に発行を中止している。また、前作に登場したスペースプレーンをはじめ、本作でもテレビCMで登場するパンアメリカン航空も1991年に経営破綻して解散している。
- 主な視覚効果製作を手がけたEEG（="Entertainment Effects Group"）は元々、前作で多くの視覚効果を発案したダグラス・トランブルのプロダクションだった。視覚効果監修を務めたのは『ジェダイの復讐』でILMを退いたリチャード・エドランド。視覚効果を65mmカメラで撮影するトランブルのスタイルを継承した。EEGでの仕事は他に、同じ年の『ゴーストバスターズ』があった。EEGはこの後社名をBFC（="Boss Film Corporation"）と改める。
- ディスカバリー号が再登場するが、前作で撮影に使われたディスカバリー号の模型は設計図と共に失われていた。これは他の作品への転用を防ぐ目的でキューブリックが破棄させたといわれる。そのため映像を基に新たにディスカバリー号が製作された。レオーノフ号関係のデザインはシド・ミードが手掛けている。また、シド・ミードは小道具で使用されたオムニの表紙をデザインした。
- ジョン・ホイットニーJr.率いるデジタル・プロダクションズが1984年当時の3DCGで製作した木星は雲が対流で動く上、モノリスに「喰われる」プロセスも3DCGならではの斬新な映像となった。しかしボーマン船長が姿を現すシーンはさすがに原作通りの映像化は不可能だった。
- 前作では、土星の輪を映像化できず、ディスカバリー号の目的地が土星から木星に変更されるという経緯があった。ボイジャー1号の探査によって存在が明らかになった木星の輪も、今作では映像化された。
- ピーター・ハイアムズ監督は前作でHAL9000の声を担当したダグラス・レインをカナダに訪れた際、キューブリックに「本当にHALの声でした」とメッセージを送った。そのHALの姉妹機となるSAL9000の声を担当した"Olga Mallsnerd"はキャンディス・バーゲンの変名である。
- メインテーマである『ツァラトゥストラはかく語りき』は当初アンディ・サマーズにアレンジ版を依頼し曲は完成していたが最終的に本編では使用されなかった。アンディ・サマーズ版はサウンドトラック（『2010年 オリジナルサウンドトラック』）に収録されており、映画公開当時に作成された彼による本曲のプロモーション・ビデオでは彼の演奏姿とともに映画本編の映像が使用されている。
- 映画制作時、クラークはスリランカに住んでおり、ピーター・ハイアムズ監督とは電子メールのやり取りを通じて映画の計画や製作について話し合った。このやり取りは、『オデッセイ・ファイル―アーサー・C・クラークのパソコン通信のすすめ』（原題はThe Odyssey File: The Making of 2010）は邦訳されて1984年に出版された。当書のなかで、ハイアムズは母親から電話を貰い、「あんたからの手紙にスペルミスがないのは初めて見た」と言われたが、「母ちゃん、WordStar にはスペルチェッカが附属なんだよ」と言えずに言葉を呑みこんだという。
- 小松左京は自身の総監督作品『さよならジュピター』について、クラークへ出演要請を出していた。クラークが出演を見合わせることを小松に送った手紙の中で、自身の最新作『2010年宇宙の旅』と似通った（木星の太陽化という）プロットへの驚きを示した。もしも半年前の出版時期にプロットを読んでいたら、ダーウィンの進化論が発表される前に届いた、ウォーレスからの手紙の逸話のように困惑していただろうと綴られた[5]。またクラークは小説化を進言して、興味深いストーリーではあるが、映画化には込み入り過ぎているとも述べた[5]。
- 2019年10月11日にソビエトの宇宙船レオーノフ号の名前の由来であるアレクセイ・レオーノフ氏が死亡した、 長らく闘病生活を送っていたとの事。